# Mário Coelho
Mário Coelho Luís ComM (Vila Franca de Xira, 25 de março de 1936 - Vila Franca de Xira, 5 de julho de 2020) foi um matador de toiros português. Atingiu prestígio internacional como bandarilheiro e matador de touros.

## Biografia
Mário Coelho Luís nasceu em 25 de março de 1936, em Vila Franca de Xira (distrito de Lisboa).
Desde criança quis ser toureiro, chegando a apresentar-se aos 14 anos como amador Praça de Touros Palha Blanco (Vila Franca de Xira) na Quinta-feira da Ascensão de 1950.
Mário Coelho apresentou-se para prestar provas de profissional para praticante de bandarilheiro na Palha Blanco, em Vila Franca de Xira, em 1955, e tomou a alternativa de bandarilheiro, na Praça do Sítio (Nazaré), a 13 de setembro de 1958.  Nas temporadas seguintes foi o bandarilheiro de maior relevo  nível nacional conquistando os Prémios mais importantes do País.
Integrou as quadrilhas das principais figuras portuguesas do toureio a pé, como Manuel dos Santos, José Júlio e Diamantino Viseu..
Em Espanha acompanhou Francisco Corpas Brotons e Andrés Vázquez tendo alcançado o escalão do Melhor Bandarilheiro do Mundo e o único na História do toureiro que saía a ombros em diversas Praças de Espanha e Portugal. O bandarilheiro que mais prémios conquistou.
Apresentou-se na Monumental de Las Ventas como novilheiro debutante em 4 de maio de 1967 após 11 novilhadas em dois meses, a 25 de julho de 1967, Mário Coelho tomou a alternativa em Badajoz, tendo como padrinho Julio Aparicio e como testemunha Manuel Cano «El Pireo».  O toureiro confirmou a alternativa na Monumental do México em 1975, confirmando na Monumental de Madrid  a 14 de maio de 1980 durante a feira San Isidro.
Tendo vivido em Espanha e no México durante vários anos, a carreira de Mário Coelho passaria por França, Marrocos Canadá, EUA, Angola e Moçambique, mas sobretudo pelas praças da América Latina como México, Venezuela, Perú, Colômbia e Equador.
Na sua trajectória de 1955 a 1990, Mário Coelho por todos os países onde andou toureou 3149 touros em 1472 corridas e em 205 festivais.
No campo,neste meio século campero,tentou em 139 ganadarias do Mundo,incluindo Portugal e algumas delas sendo o seu tentador e conselheiro durante 20, 30 ou mais de 40 anos. Em todos estes 50 anos, tentou 158 touros puros,1292 novilhos,13416 vacas e novilhas e retentou 310 já corridos. Chamamos a atenção que este número de novilhos não significa que os toureasse todos,pois só se toureiam os que revelam bravura.Mas para isso há que colocá-los no cavalo do picador,para saber os que são seleccionados e assim serem toureados. Assim como as vacas, todas elas passaram pelo capote ou muleta do Maestro e pelos seus olhos também.
Somando tudo,é um número fantástico de 18947 cabeças, o que lhe deu uma riqueza incalculável de conhecimento.
Mário Coelho durante a sua trajectória de Matador alternou com as maiores figuras do toureio como Ordoñez, Camino, Ojeda,Manzanares, Palomo, Capea, Damaso, Manolo Martinez e Eloy Cabazos e tantos outros.
Foi durante 20 anos considerado o Matador que melhor bandarilhava no mundo.
Mário Coelho foi dos poucos matadores a exercer a função numa arena portuguesa quando, a 12 de setembro de 1984 numa corrida picada alternando com Niño de la Capea e Paco Ojeda na Praça Daniel do Nascimento, na Moita, deu uma estocada fulminante no toiro Corisco, da ganadaria Ernesto de Castro. Por tal acto seria julgado em tribunal e ilibado.
Em 1990 despediu-se do público, cortando a coleta numa grandiosa corrida realizada no Campo Pequeno. A cerimónia do corte de coleta realizada pelo seu filho, um dos momentos mais simbólicos da vida do toureiro: "havia lenços brancos e muitas lágrimas" enquanto se comentava nas bancadas "que grande despedida". Nesse mesmo dia, Mário Coelho jurou que não mais voltaria a envergar o traje de luces nem voltaria a deixar crescer a coleta.
Em outubro de 2001 foi aberta ao público a Casa Museu Mário Coelho, localizada junto à Igreja Matriz de Vila Franca de Xira, na habitação onde o toureiro nasceu, resultado de uma parceria estabelecida entre este, a Câmara Municipal e a Junta de Freguesia de Vila Franca de Xira.
Em 2005, ano em que comemorou 50 anos de toureio, Mário Coelho publicou um livro onde estão reunidos textos autobiográficos, com o título Da Prata ao Ouro, com prefácio de Agustina Bessa-Luís. A 23 de Junho desse mesmo ano foi feito Comendador da Ordem do Mérito.
Morreu aos 84 anos, a 5 de julho de 2020, após pouco mais de uma semana de internamento no Hospital de Vila Franca de Xira, na sequência de contrair a doença respiratória grave, COVID-19.

## Prémios e distinções
- Troféu Diário Ilustrado - 1962
- Troféu Jornal Actualidades - 1963
- Troféu Casa Paco: Feira de San Isidro, Madrid - 1964
- Troféu Joselito, Barcelona - 1964
- Troféu Grupo Tauromáquico Sector 1 - 1964, 1965, 1979
- Troféu Mayte: Feira de San Isidro, Madrid - 1965
- Troféu Casa Córdoba: Feira de San Isidro, Madrid -1965
- Troféu Feira de Zamora - 1965
- Troféu Feira de Vitória - 1965, 1966
- Troféu Feira de Santander - 1965, 1967
- Troféu Feira de Málaga - 1966
- Troféu Feira de San Sebastián - 1966
- Troféu Feira de Pamplona - 1966
- Troféu Jerez de la Frontera - 1967
- Prémio Especial Vista Alegre, Madrid - 1968, 1972
- Troféu Jornal Hoopstad - 1971
- Troféu Casa Armindo - 1971
- Troféu Feira de Coro, Venezuela - 1971
- Troféu Cacique de Ouro: Maracay, Venezuela - 1972
- Troféu Melhor Faena em Barquizimeto, Venezuela - 1972
- Prémio Imprensa - 1972
- Troféu Melhor Faena em Maracay, Venezuela - 1972, 1973
- Troféu Melhor Par de Bandarilhas em Barquizimeto, Venezuela - 1973
- Troféu Manuel dos Santos: Feira da Moita - 1975, 1984
- Troféu Sombrero de Plata, Monumental do México - 1976
- Troféu Lark, Equador - 1976, 1977
- Troféu Feira de Tuxpan,México - 1976, 1977
- Troféu Nogales,México - 1976, 1978
- Troféu Município de Riobamba,Equador - 1977
- Troféu Rádio Voz Taurina de Portugal - 1977
- Troféu Domecq, Monumental do México - 1979
- Troféu Daniel do Nascimento, Feira da Moita - 1979, 1984
- Troféu Rádio Comercial - 1979, 1987
- Troféu Texcoco:Feira e Texcoco, México - 1981
- Troféu Tertúlia Festa Brava - 1984
- A 28 de junho de 1996 foi reconhecido por Mérito Cultural pela Junta de Freguesia de Vila Franca de Xira no dia da Cidade.
- Em 1998 recebeu uma Medalha da Santa Casa da Misericórdia de Lisboa.
- A 20 de setembro de 1990 recebeu do Secretário de Estado da Cultura, a Medalha de Mérito Cultural.
- A 10 de dezembro de 2004 recebeu a Medalha de Valor Cultural da Câmara Municipal de Vila Franca de Xira.
- A 23 de junho de 2005 Mário Coelho foi agraciado pelo Presidente da República com a Condecoração de Comendador da Ordem do Mérito.[12][14]
- Em 2006 recebeu a Medalha da Cidade de Angra do Heroísmo.